# Експортна квота
Е́кспортна кво́та — встановлений обсяг виробництва та поставок на експорт певних товарів. Різновид заходів регулювання зовнішньоекономічної діяльності, які використовують державні та міжнародні органи для обмеження виробництва й експорту товарів.
Підставою для встановлення експортної квоти є зобов'язання країн за міжнародними угодами, а також необхідність захищати національні інтереси.
Застосовується відповідно до міжнародних угод, які встановлюють частку кожної країни-учасниці угоди у виробництві або експорті будь-якого товару.
Експортна квота використовується для збалансування обсягів поставок товарів, платіжних балансів, а в деяких випадках у відповідь на дискримінаційні дії іноземних держав.
Також термін «експортна квота» застосовується як показник участі країни в міжнародному поділі праці:
Експортна квота = (Обсяг експорту / Обсяг валового внутрішнього продукту) × 100%.